# バルメット
バルメット（芬: Valmet Oyj、英: Valmet Corporation）は、紙・パルプおよびエネルギー関連の技術・サービスを取り扱うグローバルサプライヤー。フィンランド・エスポーに本社を置き、世界35カ国に拠点を持つ。ナスダック・ヘルシンキ上場企業（Nasdaq Nordic VALMT）。

## 沿革
バルメットの直接のルーツは、1938年にユバスキュラで設立されたバルティオン社（The Valtion Tykkitehdas artillery works）であり、戦争に備えて大砲の部品製造や修理を行うフィンランド政府出資の国策企業であった。フィンランドが第二次世界大戦の敗戦国となり、戦勝国のソビエト連邦から賠償として重工業製品の供給を要求される中、バルティオン社は他社との合併により1951年にバルメットとなり、その後1950年代前半から抄紙機の製造を開始、紙・パルプ産業のサプライヤー事業が会社の柱となった。
バルメットのルーツはバルティオン社以外にも、フィンランド、スウェーデンおよび北米大陸の多数の企業にわたっており、その最古の事業は1759年にスオメンリンナの要塞に設立されたViapori造船所となる（バルメット発足時に事業統合）。その後、タンペレを拠点とするTampella社（1992年に製紙関連機器部門をバルメットが吸収）や、スウェーデンの同業KMW社（1986年に製紙関連機器部門をバルメットが吸収）、カナダのDominion Engineering Works（1984年にバルメットが過半数の株式を買収）などを併合し、紙・パルプ産業関連以外の多様な産業を含む企業グループへと規模を拡大したが、1998年11月、バルメットと、鉱業やプロセス産業向け機器メーカーのラウマ（Rauma Oy）両社の取締役会が合併を提案、翌年7月に合併による新会社「バルメットラウマ」が発足、1か月後の8月に社名をメッツォに変更した。
2013年10月に開催されたメッツォの臨時の取締役会で、紙パルプおよびパワー事業の分社化が決定され、同年12月にバルメットの社名で分社化、再び独立した企業となった。2015年1月、メッツォのオートメーション事業を買収した。
現在のバルメットは、EMEAでの売上が46％のほか、アジア・オセアニア地域での売上が38％、南北アメリカ地域の売上が25％であり、事業別では機器販売が54％、アフターサービスが37％、オートメーション関連が9％となっている。フィンランドの国営投資会社Solidium Oyが株式の約1割を保有している。
2022年 4月、バルメットはネレスと合併することで、プロセス産業向けの製品を提供することになった。

## 日本法人
日本法人「バルメット株式会社」（Valmet K.K.）は、2003年9月に設立されたメッツォの製紙・パルプ関連事業担当の日本法人「メッツォペーパージャパン株式会社」を前身とする。本国でのバルメットの分社化に伴い、2014年1月にバルメットの日本法人となった。東京（天王洲パークサイドビル）に本社を持ち、岡山市および札幌市に拠点が置かれており、抄紙機やパルプ設備、各種制御システムなどの輸入・販売や、アフターサービス事業を行っている。

## 過去に取り扱った製品とその現在
過去にバルメットが取り扱った分野は幅広く、飛行機、自動車、機関車、船艇、武器、家電製品などが含められている。
自動車
フィンランド・サーヴォンリンナのバルメット工場でサーブと共に1970〜1992年に自動車が制作された。フィンランド国内市場向けサーブ自動車の他、サーブ・90やサーブ・900カブリオレは全台バルメット製。後に「ヴァルメト・オートモーティブ」と改称、現在は主に少数型の自動車を製造する、その中にポルシェ・ボクスターやポルシェ・987・ケイマンがある。
造船業
バルメットが運営した12社もの造船業の中、最大はヘルシンキ造船業だった。フィンランド海軍の造船もヴァルメトの管理下。トゥルクにあったLaivateollisuus Oy (LaTe)が主にロシアの運河に適応した小型運船を建造した。バルメットの造船業は全部1987年にバルチラに売却される一方、バルチラのセルロース工業がヴァルメトの傘下に入った。欧州の造船業難で元バルメット造船業はほぼ全て停止し、残っているのがアーケル・フィンヤード傘下のヴオサーリ工場である。
トラクター
バルメットのトラクター産業は現在Valtraに継続される。
銃器
フィンランド国防軍が採用するRk 62などを製造していたが、同じくフィンランドの銃器メーカーであるサコ社に買収された。
林業機械
スウェーデン・ウメオに拠点を置く林業機械メーカーであり、ボルボとバルメットの共同会社であったValmet Logginsは、バルメットとラウマの合併後も、小松製作所の子会社のコマツフォレストABとして存続し、知名度の高いバルメットの商号を2011年までその林業機械に使用していた。